# It's Your World
It's your world est un manga de Junko Kawakami. Le manga fut prépublié sur le blog de la chaine de télévision Arte Mang'Arte en 2006. Dans une interview l'auteure dit s'être inspirée de sa propre expérience de Japonaise vivant en France pour décrire les aventures de Hiroya et sa famille.

## Résumé
Un jeune garçon japonais de treize ans déménage avec sa famille à Paris en France et doit s'habituer à un pays et un mode de vie totalement différents.